# Ludvík Kuba

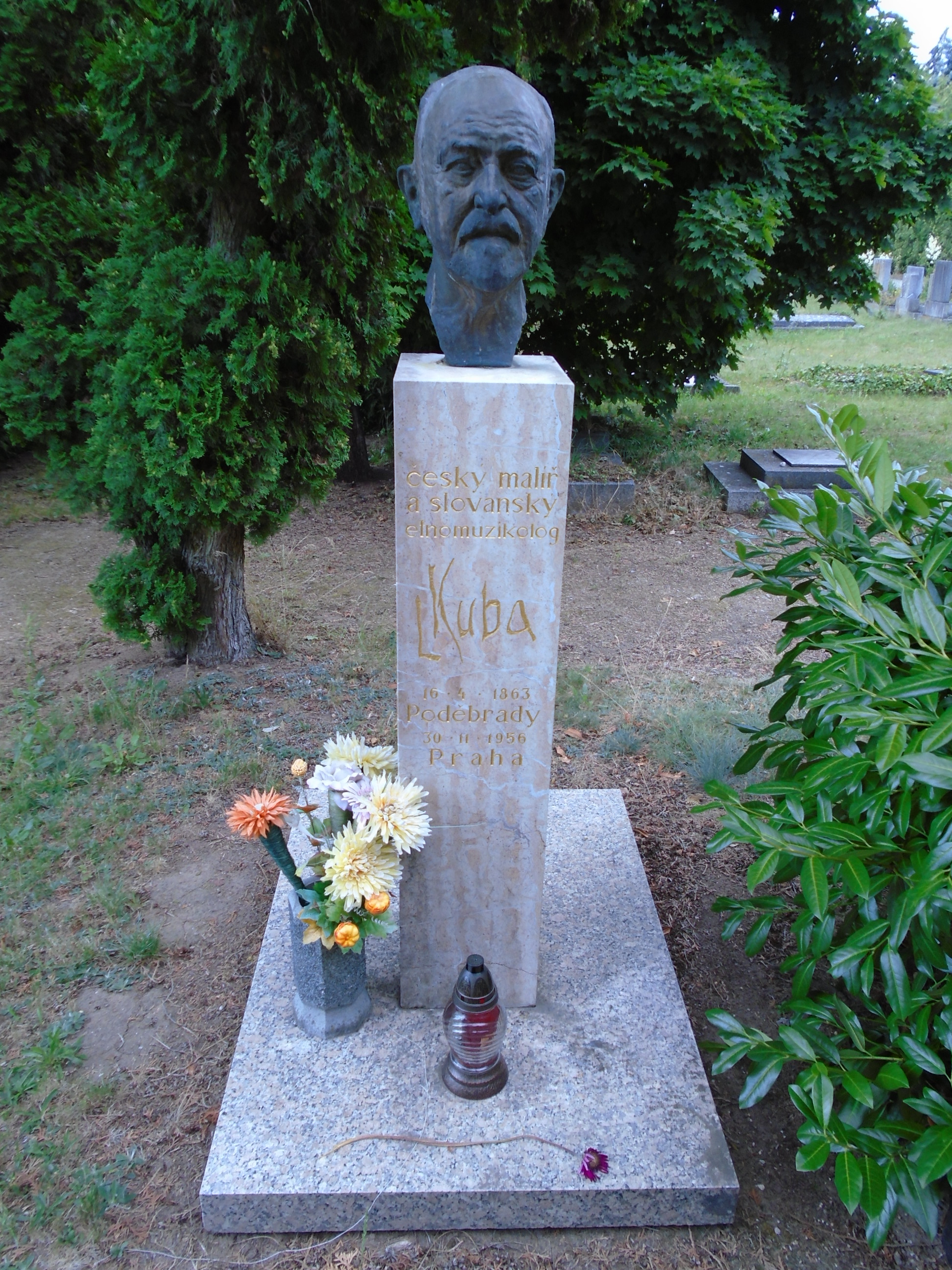
Ludvík Kuba síremléke, Poděbrady

Ludvík Kuba (Poděbrady, 1863. április 16. — Prága,  1956. november 30.) cseh festőművész, író, népdalgyűjtő.

## Életpályája
Prágában, Münchenben és Párizsban tanult. Zenével és népdalgyűjtéssel is foglalkozott. Etnográfiai szempontból érdekes viseletképeket és népi jeleneteket festett. Az impresszionista ecsetkezelés jellemzi arcképeit, tájképeit és csendéleteit is. Művei Poděbradyban illetve a březnicei várban  láthatók.

## Emlékezete
Síremléke Poděbradyban található.